# Castello Caetani
Das Castello Caetani, auch als Castello di Sermoneta bezeichnet, ist eine Höhenburg aus dem 13. Jahrhundert mit einem Bergfried und Bastionen in Sermoneta in der italienischen Region Latium. Die Burg gehört der gemeinnützigen Stiftung Roffredo Caetani  und ist für die Öffentlichkeit zugänglich.

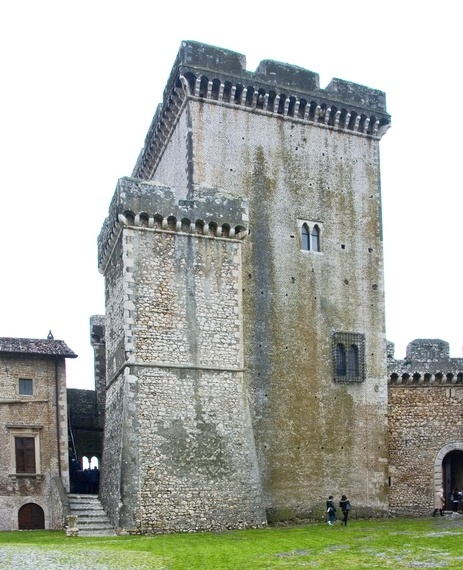
Bergfried

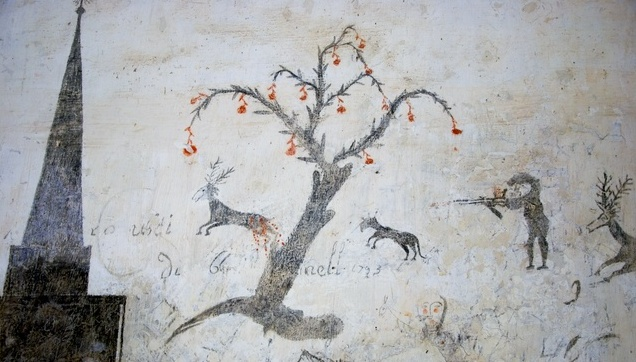
Graffiti in Gefängniszellen

## Geschichte
Die Burg wurde von der Familie Annibaldi zu Beginn des 13. Jahrhunderts erbaut und diente mehr als militärische Festung an einem strategischen Punkt des Gebiets zwischen Rom und Neapel denn als Adelssitz. Die Außenmauern sind über drei Meter dick und das gesamte Bauwerk ist durch eine Mauer geschützt, die auf dem Felsen ruht. Von diesem ersten Bauwerk sind nur noch der Bergfried und ein „maschietto“ genannter Gegenturm erhalten.
Im Jahr 1297 trat die Familie Annibaldi die Gebiete von Sermoneta, Bassiano und San Donato an den Neffen von Papst Bonifatius VIII., Pietro Caetani, für die Summe von 140.000 Fiorini ab. Die Caetani scheuten keine Mühen, um aus der Burg der Annibaldi eine echte militärische Festung zu machen, mit neuen Gebäuden und fünf Mauerringen, die dank eines Systems von Zugbrücken die Möglichkeit boten den Turm im Falle eines Angriffs zu isolieren. In der Mitte des 16. Jahrhunderts erlebte Sermoneta unter Onorato III. Caetani seine größte Blütezeit. Onorato war ein tatkräftiger Mann, ein geborener Feldherr und bewies dies in der Schlacht von Lepanto.
Ein wichtiges Detail für die Gefährdung der Familie Caetani war der Überfall auf Onorato, der möglicherweise von den Borgias verübt wurde. Sobald Papst Alexander VI. (Borgia) zum Papst gewählt wurde (1492), exkommunizierte er die Familie Caetani sofort und konfiszierte im Jahr 1500 alle ihre Lehen, die er seinen Kindern Cesare und Lucrezia Borgia anvertraute. Alexander VI. ergänzte den Herrschaftssitz mit weiteren Befestigungsanlagen von Antonio da Sangallo, zu denen auch der Bau der Zitadelle und die „Casa del Cardinale“ gehörte.
Im Schloss, das 1536 unter anderem Karl V. beherbergte, wurde lange Zeit von Lucrezia Borgia, die während des Pontifikats von Papst Alexander VI. einige Zeit in Sermoneta lebte, bewohnt. Andere Gäste wie die Päpste Gregor XIII. (1576) und Sixtus V. sowie andere illustre Persönlichkeiten hielten sich im Castello Caetani auf: Von ihnen zeugt ein Raum in der Anlage, in dem die (noch an einer Wand erhaltenen) Inschriften aller Besucher eines höheren Ranges zu finden sind.
Die Festung wurde im Laufe der Jahrhunderte immer wieder angegriffen. Im Jahr 1798 wurde das Schloss von Napoleons Soldaten geplündert, die es in ein Gefängnis verwandelten und 36 Kanonen abtransportierten. Gegen Ende des 19. Jahrhunderts kehrte das Schloss wieder in den Besitz der Familie Caetani zurück, und zwar an Gelasio Caetani, der für die eindrucksvolle Restaurierung des alten Familiensitzes verantwortlich war. Im Zweiten Weltkrieg, während der Operation Shingle im Jahr 1944, wurde das Schloss noch von der Familie Caetani (Roffredo und Marguerite Caetani) und aus der Pontinischen Ebene geflohenen Siedlern bewohnt. Seit 1977 gehört das Schloss der Fondazione Roffredo Caetani, die von der letzten Nachfahrin der Familie Caetani aus Sermoneta, Lelia Caetani, die am 11. Januar 1977 starb, gegründet wurde.

## Architektur
Der wichtigste Teil der Burg ist der Bergfried, der die Schlafgemächer des Burgherrn beherbergte und als letzter Zufluchtsort im Falle einer feindlichen Invasion diente. Der Bergfried war völlig unabhängig vom Rest der Burg und nur durch zwei hölzerne Zugbrücken, die bei Bedarf hochgezogen werden konnten, mit den angrenzenden Gebäuden verbunden. Das Personal und die Bediensteten konnten sich darin verschanzen, falls der gesamte Komplex in feindliche Hände fallen sollte.
Neben dem Hauptturm steht der zweite, viel kleinere Turm, der „Maschietto“. Außerhalb der beiden Türme befindet sich der große Turnierplatz. Ein Teil der Burggebäude wurde von der Familie Caetani abgerissen, die den Saal der Barone (der im 15. Jahrhundert von den Borgias umgebaut wurde) und die so genannten Camere pinte (die Ende der 1990er Jahre renoviert wurden) errichtete. Der letztgenannte Komplex besteht aus drei Gästezimmern, von denen zwei von einem unbekannten Künstler, der vermutlich aus der Schule von Pinturicchio stammt, mit Fresken versehen wurden, die mythologische Figuren und theologische Tugenden darstellen. Das Haus des Kardinals Valentino Borgia wurde 1400 erbaut: In diesem Gebäude befindet sich die Madonna mit Kind und den Heiligen Petrus, Stephanus und Johannes, die 1541 von Girolamo Siciolante gemalt wurde und sich ursprünglich im Kloster Valvisciolo befand.

## Legenden
Im Hauptturm ist das originale Himmelbett des Schlossherrn noch perfekt erhalten. An den Wänden eines der Schlosssäle befanden sich die Unterschriften berühmter Gäste, und an einer dieser Wände ist noch immer eine eingravierte Notenzeile des Musikers und Komponisten Roffredo Caetani erhalten. Einige Szenen aus dem Film Non ci resta che piangere wurden in den Stallungen des Schlosses gedreht.
Es heißt, dass der Geist eines jungen Narren, eines Verwandten von Bonifatius VIII., der ihn hinrichten ließ, noch immer in der Festung schwebt. Noch heute erzählen viele Einwohner von Sermoneta von den Scherzen, die dieser Narr in der Stadt treibt.

## Besuch
Das Schloss kann das ganze Jahr von Gruppen besichtigt werden. 
Neben den Führungen, die von der von Lelia Caetani gegründeten Stiftung Roffredo Caetani angeboten werden, finden im Schloss bedeutende kulturelle Veranstaltungen statt und es wird über lange Zeiträume des Jahres von Künstlern und Wissenschaftlern bewohnt. Im Frühjahr wird das Gebäude von Restauratoren des Internationalen Studienzentrums für die Erhaltung und Restaurierung von Kulturgütern bewohnt, die vor allem die so genannten „Camere pinte“ und die Fassade des Gebäudes der Alten Küche restaurieren. Im Sommer findet das „Pontine Music Festival“ (eine Veranstaltung, die von Lelia Caetani (1913–1977), der letzten Erbin der Dynastie, und ihrem Ehemann Hubert Howard im Jahr 1963 zum Gedenken an den Komponisten Roffredo Caetani, den Vater von Lelia und Ehemann von Marguerite Caetani, ins Leben gerufen wurde) und die vom „International Music Campus“ organisierten Veranstaltungen statt. Außerdem werden Tagungen und Konferenzen zu den Themen Architektur, Soziologie und Stadtplanung organisiert.